# Cortnee Vine
Cortnee Brooke Vine (* 9. April 1998 in Shepparton, Victoria) ist eine australische Fußballnationalspielerin.

## Karriere

### Klub
Im Alter von 16 Jahren machte sie für Brisbane Roar am 25. Oktober 2015 in einer Partie gegen die Western Sydney Wanderers ihr Debüt. Im weiteren Verlauf der Saison 2015/16 machte sie dann noch weitere Einsätze für ihr Team. Damit zog sie mit ihrem Team in die Playoffs ein. Auch in der Folgesaison wurde sie noch ein paar weitere Male eingesetzt. Zur Saison 2017/18 schloss sie sich dann den Newcastle Jets an. Hier kam sie nun öfters zum Einsatz und erreichte mit ihren Teams in den Playoffs zumindest das Halbfinale.
Nachdem sie in der Folgesaison die Playoffs mit ihrer Mannschaft verpasst hatte, wechselte sie im November 2019 zu Western Sydney. Hier kam sie aber erst ab Januar 2020 wirklich auch zu Einsätzen über die volle Spielzeit. Erneut scheiterte sie mit ihrem Team auch wieder im Halbfinale der Playoffs. Nach einer Saison verließ sie den Klub dann schon wieder und schloss sich im August 2020 dem Stadtrivalen Sydney FC an. In der Saison 2020/21 kam sie hier nun auf elf Einsätze mit vier Treffern und drei Vorlagen. Am Ende gewann ihre Mannschaft auch die Meisterschaft, jedoch wurde sie hier in den Playoffs nicht eingesetzt. In der Folgesaison steuerte sie in 10 Spielen der Saison dann ganze sechs Tore bei. In den zwei Playoff-Spielen kamen dann nochmal drei hinzu und am Ende wurde sie mit ihren Mitspielerinnen erneut Meister. Auch in der Saison 2022/23 konnte sie mit ihrem Klub wieder die Meisterschaft gewinnen, kam diesmal aber nur auf sieben Tore in insgesamt 21 Spielen.

### Nationalmannschaft
Nachdem sie für Australien bereits in der U20 gespielt hatte, wurde sie 2022 erstmals für die A-Nationalmannschaft nominiert. Hier stand sie dann mit im Kader bei der Asienmeisterschaft 2022 und wurde hier bei dem 4:0-Sieg über die Philippinen in der 71. Minute erstmals eingewechselt. Auch im nächsten Gruppenspiel sowie dem Viertelfinale kam sie dann zu etwas Spielzeit, am Ende schied ihre Mannschaft hier nach einer 0:1-Niederlage gegen Südkorea aber auch schon überraschend wieder aus.
Am 3. Juli 2023 wurde sie für die WM-Endrunde in ihrer Heimat nominiert, kam in jedem der sieben Spiele ihres Teams zum Einsatz, wobei sie fünfmal ein- und zweimal ausgewechselt wurde. Nach einer 0:2-Niederlage ihrer Mannschaft gegen die Schwedinnen im Spiel um Platz 3 wurde sie mit ihrer Mannschaft Vierte.

## Erfolge
- 2023: A-League-Siegerin
- 2023: Gewinn des Cup of Nations